# Cryptic Writings
Cryptic Writings (с англ. — «Загадочные послания») — седьмой студийный альбом американской хэви/трэш-метал группы Megadeth, выпущенный 17 июня 1997 года. Переиздание вышло в 2004 году. Альбом дебютировал на десятой строчке в Billboard 200.
На песни «Trust», «Almost Honest» и «A Secret Place» были сняты видеоклипы.
Продолжая тематику лирики альбома Youthanasia, на Cryptic Writings все меньше песен на политическую тему — упор делается на тексты, связанные лично с участниками группы. Музыка группы на этом альбоме выдержана все в том же стиле трэш. Сам Мастейн в своем интервью журналу Guitar World рассказывал: «Мы разделили его (альбом) на три части. Часть альбома по-настоящему быстрая и агрессивная, часть выполнена в старом стиле Youthanasia, а часть — мелодичная и креативная» (таковы, например, песни «I’ll Get Even» и «A Secret Place»).
Личные темы (в особенности темы обмана и доверия) раскрываются в песнях «Trust» и «Almost Honest», также задеты социальные проблемы: употребление наркотиков («Use the Man») и насилие в школах («Have Cool, Will Travel»). Хотя в альбоме нет ярких антиправительственных текстов, песни «The Disintegrators» и «FFF (Fight For Freedom)» абстрактно призывают к восстанию и революции. Треки «She-Wolf» и «Vortex» наполнены тёмной фантазией и затрагивают тему оккультизма, как в песнях с предыдущих альбомов: «Five Magics», «Elysian Fields» и «Bad Omen».

## Список композиций
| №   | Название                 | Текст песни                                  | Музыка                            | Длительность |
| --- | ------------------------ | -------------------------------------------- | --------------------------------- | ------------ |
| 1.  | «Trust»                  | Дэйв Мастейн                                 | Мастейн, Марти Фридмен            | 5:12         |
| 2.  | «Almost Honest»          | Мастейн                                      | Мастейн, Фридмен                  | 4:09         |
| 3.  | «Use the Man»            | Мастейн                                      | Мастейн, Фридмен                  | 4:04         |
| 4.  | «Mastermind»             | Мастейн                                      | Мастейн                           | 3:48         |
| 5.  | «The Disintegrators»     | Мастейн                                      | Мастейн                           | 3:05         |
| 6.  | «I'll Get Even»          | Мастейн, Фридмен, Дэвид Эллефсон, Брайан Хов | Мастейн, Фридмен, Эллефсон, Хов   | 4:19         |
| 7.  | «Sin»                    | Мастейн, Эллефсон, Ник Менца                 | Мастейн, Эллефсон, Менца          | 3:06         |
| 8.  | «A Secret Place»         | Мастейн                                      | Мастейн                           | 5:25         |
| 9.  | «Have Cool, Will Travel» | Мастейн                                      | Мастейн                           | 3:40         |
| 10. | «She-Wolf»               | Мастейн                                      | Мастейн                           | 3:38         |
| 11. | «Vortex»                 | Мастейн                                      | Мастейн                           | 3:23         |
| 12. | «FFF»                    | Мастейн                                      | Мастейн, Фридмен, Эллефсон, Менца | 2:47         |

### Бонус-треки японского издания
| №   | Название    | Текст песни | Музыка  | Длительность |
| --- | ----------- | ----------- | ------- | ------------ |
| 13. | «One Thing» | Мастейн     | Мастейн | 4:38         |

### Бонус-треки 2004 года
| №   | Название                                                 | Текст песни              | Музыка                            | Длительность |
| --- | -------------------------------------------------------- | ------------------------ | --------------------------------- | ------------ |
| 13. | «Trust» (испанская версия)                               | Мастейн                  | Мастейн, Фридмен                  | 5:12         |
| 14. | «Evil That's Within» (альтернативная версия песни «Sin») | Мастейн, Эллефсон, Менца | Мастейн, Эллефсон, Менца          | 3:22         |
| 15. | «Vortex» (альтернативная версия)                         | Мастейн                  | Мастейн                           | 3:30         |
| 16. | «Bullprick» (альтернативная версия песни «FFF»)          | Мастейн                  | Мастейн, Фридмен, Менца, Эллефсон | 2:47         |

## Позиции в чартах

### Альбом
| Страна         | Чарт                                                                               | Позиция |
| -------------- | ---------------------------------------------------------------------------------- | ------- |
| Австралия      | Australian Recording Industry Association                                          | 43      |
| Австрия        | Media Control Europe                                                               | 30      |
| Валлония       | Ultratop                                                                           | 44      |
| Канада         | Billboard                                                                          | 17      |
| Финляндия      | Swedish Recording Industry Association                                             | 2       |
| Франция        | Syndicat National de l’Édition Phonographique/Institut français d’opinion publique | 14      |
| Германия       | International Federation of the Phonographic Industry                              | 22      |
| Нидерланды     | GFK/Dutch Charts                                                                   | 48      |
| Новая Зеландия | Recording Industry Association of New Zealand                                      | 34      |
| Норвегия       | VG Nett                                                                            | 32      |
| Швеция         | Sverigetopplistan                                                                  | 15      |
| Швейцария      | Media Control Europe                                                               | 45      |
| Великобритания | The Official Charts Company                                                        | 38      |
| США            | Billboard 200                                                                      | 10      |
| США            | Billboard 200 (конец года)                                                         | 177     |

### Синглы
| Сингл            | Чарт                                 | Позиция |
| ---------------- | ------------------------------------ | ------- |
| «Almost Honest»  | Billboard Hot Mainstream Rock Tracks | 8       |
| «Trust»          | Billboard Hot Mainstream Rock Tracks | 5       |
| «Use the Man»    | Billboard Hot Mainstream Rock Tracks | 15      |
| «A Secret Place» | Billboard Hot Mainstream Rock Tracks | 19      |

## Сертификации
| Регион | Сертификация | Продажи    |
| --- | ------------ | ---------- |
| Канада (Music Canada) | Золотой      | 50 000^    |
| США (RIAA) | Платиновый   | 1 000 000^ |
| * Данные о продажах приведены только на основе сертификации. ^ Данные о тиражах приведены только на основе сертификации. |              |            |

## Участники записи
Над альбомом работали:
- Дэйв Мастейн — соло и ритм-гитара, вокал
- Марти Фридмен — соло и ритм-гитара, акустическая гитара, бэк-вокал
- Дэвид Эллефсон — бас-гитара, бэк-вокал
- Ник Менца — барабаны, бэк-вокал